# Zajączkowo-Dworzec
Zajączkowo-Dworzec – osada przystacyjna w Polsce położona w województwie pomorskim, w powiecie tczewskim, w gminie Tczew przy ważnej stacji rozrządowej na trasie linii kolejowej Tczew-Gdańsk. Część wsi Zajączkowo.
W latach 1975–1998 miejscowość administracyjnie należała do województwa gdańskiego.
Inne miejscowości o nazwie Zajączkowo: Zajączkowo